# Nervilia lanyuensis
Nervilia lanyuensis là một loài thực vật có hoa trong họ Lan. Loài này được S.S.Ying mô tả khoa học đầu tiên năm 1989.